# عوني حسونة
عوني حسونة (9 يناير 1964 - 23 يونيو 2025)، هو حكم كرة قدم أردني دولي سابق، قاد ثلاث مباريات في كأس العالم 2002 في اليابان وكوريا الجنوبية.
مسيرته الكروية امتدت لأكثر من 27 عامًا، حافلة بالتميّز والتمثيل المشرف في المحافل العالمية. وقالت قناة "رؤيا" الأردنية: "يُعد الراحل حسونة علامة فارقة في تاريخ التحكيم الأردني، حيث شارك في 120 مباراة دولية، ووصل إلى أعلى مستويات التمثيل حين قاد ثلاث مباريات في كأس العالم 2002 في اليابان وكوريا الجنوبية، وهي سابقة لم تتكرر بعد في سجل التحكيم الأردني".
كما شارك في إدارة مباريات نهائيات كأس آسيا في نسختي لبنان 2000، ودورة 2007 التي أقيمت في إندونيسيا وماليزيا وفيتنام وتايلاند.

## وفاته
توفي يوم الاثنين 23 يونيو 2025،